# Menhirs de Lavajo
Les menhirs de Lavajo sont un groupe de trois menhirs situés dans la freguesia d'Alcoutim e Pereiro (pt), sur le territoire de la municipalité d'Alcoutim (district de Faro, Portugal),.

## Description

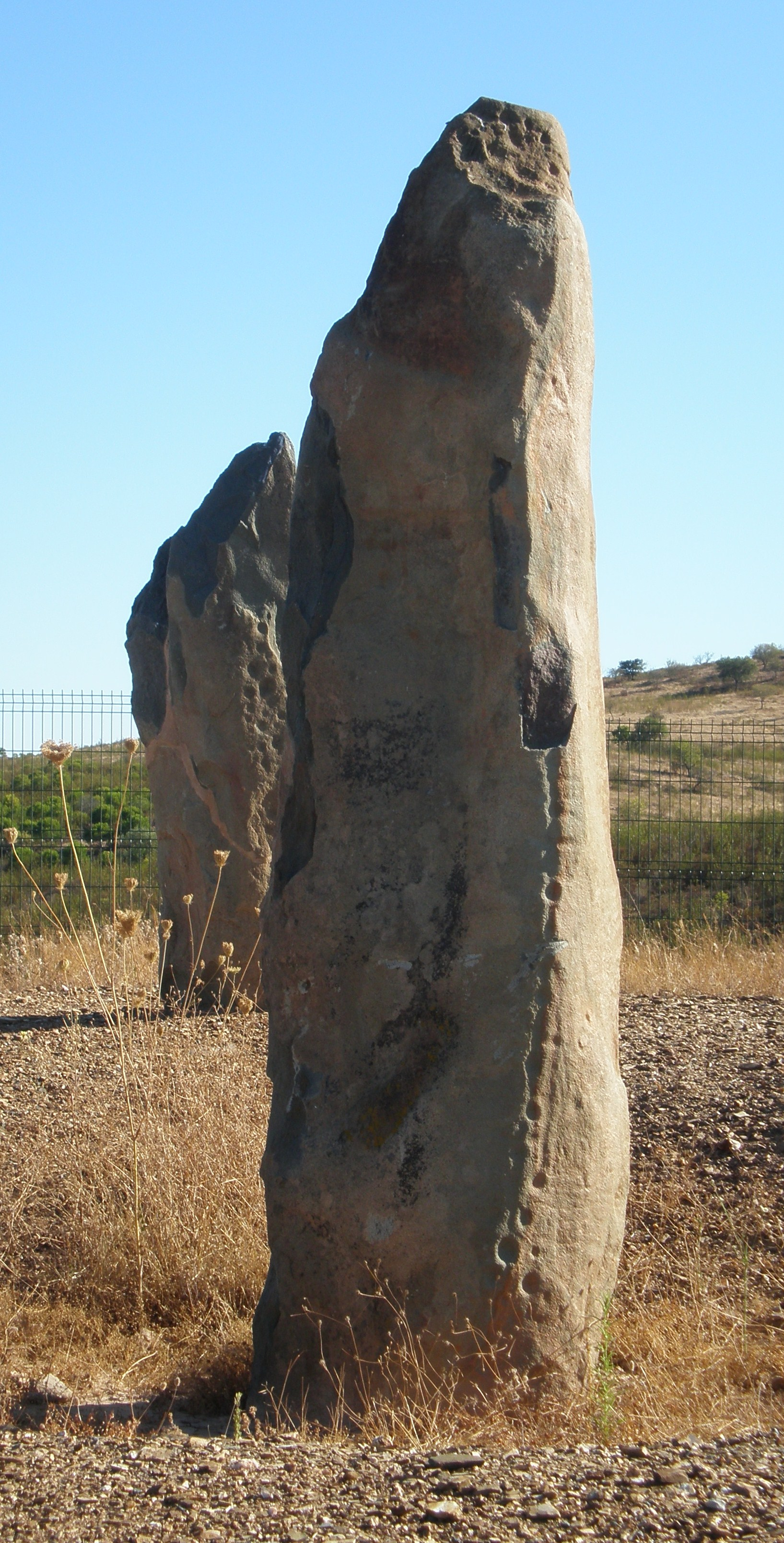

Les trois monolithes font partie d'un groupe aligné de structures religieuses mégalithiques. Il se compose de trois menhirs sculptés, le plus grand étant décoré de gravures et de cercles. Le plus grand (Lavajo I) mesure 3,14 m de haut et présente une structure phallique gris foncé, dont la surface est teintée de brun. Ses gravures combinent des décorations disposées le long d'une rainure longitudinale, avec des cercles et d'autres éléments. 
Les deux autres menhirs (Lavajo II), situés à 250 m, présentent une décoration similaire, l'un d'eux étant orné d'un cercle perforé. 
Ces structures sont des marques territoriales ou définissent des espaces sacrés de la période néolithique tardive ou chalcolithique construites entre 3500 et 2800 av. J.-C.. Les premières fouilles en 1998 ont révélé l'existence non seulement du grand menhir, mais aussi de fragments des deux petits menhirs. Ces menhirs ont soulevé la possibilité que le groupe soit un alignement intentionnel de ces structures. L'une de ces structures (Lavajo III) a finalement été stockée au musée archéologique d'Alcoutim.